# Terry Bell
Terry Bell (Nottingham, 1 de agosto de 1944 - ibídem, 20 de mayo de 2014) fue un futbolista británico que jugaba en la demarcación de centrocampista.

## Biografía
Se formó en las filas inferiores del Burton Albion FC, hasta que subió al primer equipo y jugó en él durante una temporada. Tras un breve paso por el Nottingham Forest FC, Manchester City FC y Portsmouth FC fichó por el Nuneaton Town FC. Finalmente fue traspasado al Hartlepool United FC, donde ya jugó durante más tiempo, cuatro temporadas. Luego fichó por el Reading FC, donde jugó 98 partidos y marcó 21 goles. Finalmente en 1973 se fue al Aldershot Town FC, hasta 1978, año en el que se retiró como futbolista.
Falleció el 20 de mayo de 2014 a los 69 años de edad.

## Clubes
| Club                 | País       | Año         |
| -------------------- | ---------- | ----------- |
| Burton Albion FC     | Inglaterra | 1963 - 1964 |
| Nottingham Forest FC | Inglaterra | 1964        |
| Manchester City FC   | Inglaterra | 1964 - 1965 |
| Portsmouth FC        | Inglaterra | 1965        |
| Nuneaton Town FC     | Inglaterra | 1965 - 1966 |
| Hartlepool United FC | Inglaterra | 1966 - 1970 |
| Reading FC           | Inglaterra | 1970 - 1973 |
| Aldershot Town FC    | Inglaterra | 1973 - 1978 |